# Sæk
En sæk er en beholder lavet af et fleksibelt materiale. En sæk er en normalt større robust og grov pose egnet til transport af varer og affald.

## Sæktyper
- Affaldssæk
- Lærredssæk